# Grau (província)
Grau é uma província do Peru localizada na região de Apurímac. Sua capital é a cidade de Chuquibambilla.

## Distritos da província
- Chuquibambilla
- Curasco
- Curpahuasi
- Gamarra
- Huayllati
- Mamara
- Micaela Bastidas
- Pataypampa
- Progreso
- San Antonio
- Santa Rosa
- Turpay
- Vilcabamba
- Virundo